# Carnaval de São Luís (Maranhão)

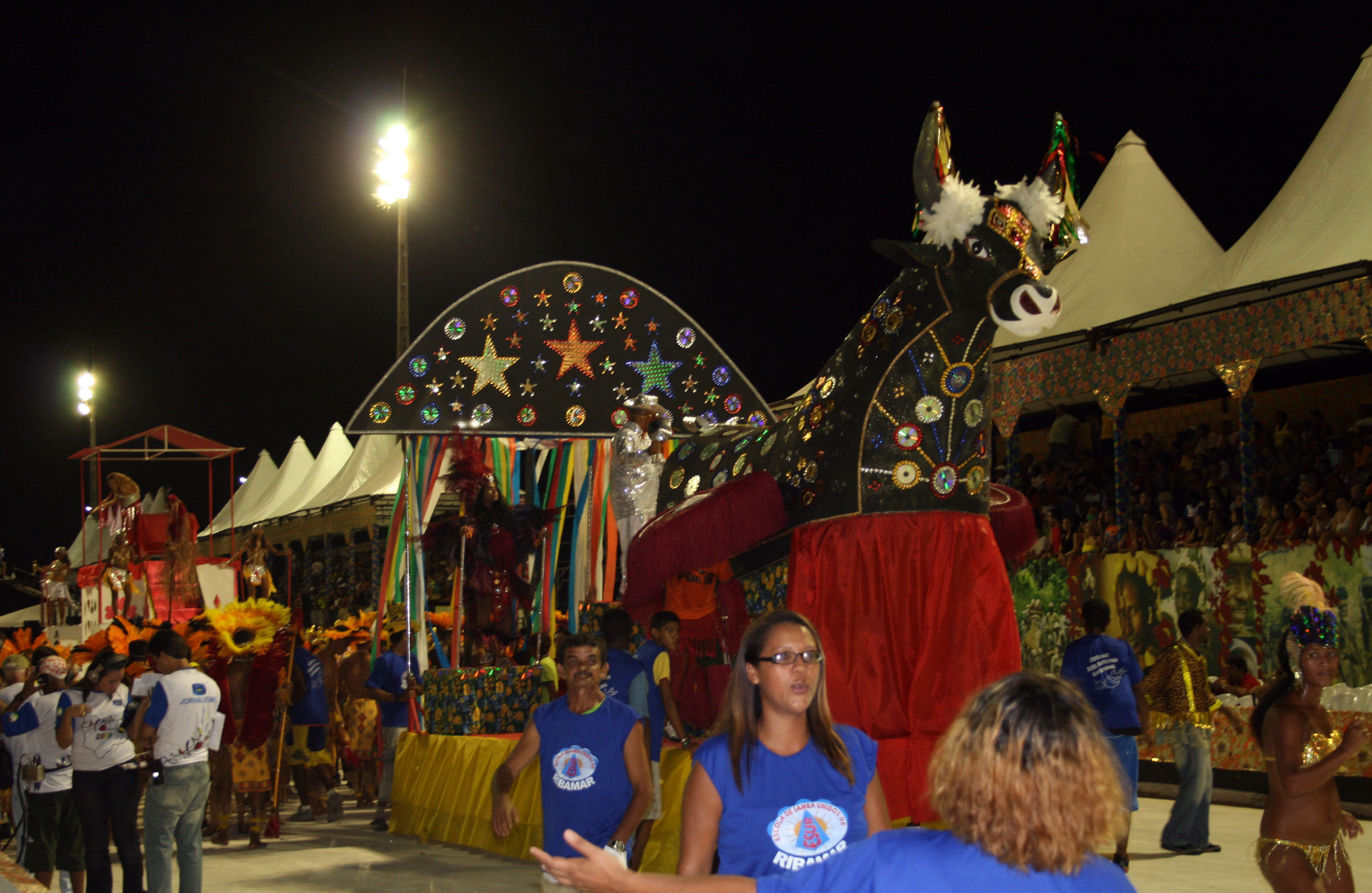

O Carnaval de São Luís é um evento que acontece todos os anos em São Luís do Maranhão, é marcado por características que se revelam nos batuques, nas brincadeiras e nos personagens que tomam conta das ruas nos dias de folia. sua dança e a animação ficam garantidas com os sons dos blocos carnavalescos, grupos de cultura afro, escolas de samba, bandinhas e charangas.

## História
O Carnaval maranhense tem origem do século XVIII com seus folguedos importados da tradição europeia.
A origem do carnaval no Brasil começa ainda no século XVI, com a introdução de festividades portuguesas pelos jesuítas. O entrudo de origem lusitana (portuguesa) tem suas primeiras menções no Brasil nesse período, foi praticado desde os tempos coloniais e foi reprimido a partir da segunda metade do Século XIX. O entrudo era dividido em dois grupos: o entrudo familiar, realizado nas residências das famílias pertencentes à elite social e o entrudo popular, realizado nas ruas, no espaço público.
No entrudo, havia a brincadeira de sujar de maneira desprevenida quem estivesse passando nas ruas, utilizando líquidos, pinturas e pó de vários tipos. Até os dias de hoje, é tradicional no Maranhão sujar as pessoas de maisena no carnaval.
Após a proibição do entrudo, as brincadeiras nas ruas passaram a ser organizadas pelos clubes sociais e limitadas à elite, por considerarem ser a forma mais civilizada de brincar o Carnaval. No entanto, a população das periferias organizou-se para a realização de manifestações culturais.
O Tambor de Crioula é uma expressão cultural afro-brasileira presente em diversas festividades no Maranhão, incluindo o Carnaval. Caracteriza-se por danças circulares realizadas por mulheres ao som de tambores tocados por homens, acompanhadas de cantos e palmas. Durante o período carnavalesco, grupos de Tambor de Crioula se apresentam em ruas e praças, especialmente em bairros tradicionais como a Madre Deus, contribuindo para a diversidade e riqueza do Carnaval maranhense.
Ao longo do século XX, muitas brincadeiras foram criadas e desapareceram, como o bloco do Urso (em que as pessoas usavam fantasias de bichos como urso e macaco), Chegança, Congos, Caninha Verde, cordões de Baralho, Dominós, Cruz Diabos, Pierrôs, Arlequins e outras. 
Os corsos eram carros ornamentados levando jovens mulheres com fantasias padronizadas e animadas por uma banda com instrumentos de sopro.
Na década 1940, tem início a tradição da Casinha da Roça, em que construída uma casa da roça com palhas na carroceria de um caminhão. Nessa casa, havia, havia um tambor de crioula, cozinheiras fazendo comidas típicas e índios para vigiar a casa. Na década de 1990, outras versões surgiram como a Tijupá e a Tapera, que apresentavam apenas o tambor de crioula. 
Os bailes carnavalescos foram típicos das décadas de 1950 e 1960, sendo famosos os realizados nos clubes sociais Casino, Jaguarema e Grêmio Lítero Recreativo Português.
Em 02 de janeiro de 1966, o então prefeito Epitácio Cafeteira publicou decreto que determinou o fim dos bailes de máscaras em São Luís, fato que repercutiu nacionalmente. 
Os fofões perduram, porém não mais em cordões, mas em pequenos grupos ou solitariamente. O fofão é um personagem tradicional do carnaval maranhense caracterizado pela roupa de chitão ou tecido estampado; máscara de papel machê ou borracha; guizos nas extremidades da gola, mangas e pernas; luvas; varinha para espantar os cachorros.
A Madre Deus é conhecida como bairro da cultura maranhense, palco de diversas manifestações culturais, por causa das atividades artísticas lá existentes.

## Escolas de samba
O desfile das escolas de samba de São Luís é tão antigo quanto à do Rio de Janeiro. Muitas escolas não existem mais, outras ainda resistem ao tempo e com força como: Turma da Mangueira (1929);  Flor do Samba (1939); Turma do Quinto (1940); Favela do Samba (1951); Marambaia do Samba (1954);  Unidos de Fátima e Império Serrano (1956). 
Inicialmente, as escolas eram conhecidas como turmas de samba e saíam em forma de cortejo pelo centro da cidade até a implantação do carnaval de passarela e a criação do concurso das escolas de samba.

### Desfile das Campeãs
A partir de 2009 ficou estabelecido que os campeões do carnaval maranhense desfilarão no sábado,após o carnaval. Além das três primeiras colocadas de escolas de samba, várias outras agremiações carnavalescas (blocos tradicionais e organizados) se apresentarão nesse dia.
O sábado de desfile das campeãs das escolas de samba, não tem motivado os integrantes a participarem, pois com exceção da Favela do Samba, as demais escolas têm passado apenas com uma parte da bateria e algumas baianas. Mesmo a Favela, não tem desfilado com a metade de seus integrantes na passarela.
- 2009 - Apenas se apresentaram a Turma do Quinto (3ª colocada), sem carros alegóricos e a Favela do Samba (Campeã), com todos os carros alegóricos. A flor do samba não se apresentou.
- 2010 - Apenas se apresentaram a Flor do Samba (2ª colocada), com dois carros alegóricos e a Favela do Samba (Campeã), com todos os carros alegóricos. A Turma do Quinto não se apresentou.

Em 2013, não ocorreu desfile das escolas de samba em São Luís em razão do corte de verbas para o carnaval. A partir de 2014, o desfile das campeãs deixou de ser realizado.

### Locais dos Desfiles
.  Década de 1960 - Av. Camboa em frente a TV Difusora como Turmas de Samba
- 1979 - Em baixo do Viaduto do Monte Castelo. [nota 1]
- 1980 - Praça João Lisboa
- 1981 a 1988 - Praça Deodoro
- 1989 - atualmente - Aterro do Bacanga

### Escolas que desfilam atualmente
- Favela do Samba
- Marambaia do Samba
- Flor do Samba
- Turma do Quinto
- Unidos de Fátima
- Turma da Mangueira
- Império Serrano (São Luís)
- Terrestre do Samba
- Acadêmicos do Túnel do Sacavém
- Unidos de Ribamar
- Mocidade Independente da Ilha

## Turmas de Samba
Em São Luís, existem quatro Turmas de Samba: Fuzileiros da Fuzarca, Ritmistas Unidos da Madre Deus, Vinagreira do Samba e Ritmistas Unidos de Ribamar.
O grupo Fuzileiros da Fuzarca foi fundado no ano de 1936, sendo um dos mais antigos grupos carnavalescos de São Luís.

## Blocos
Os blocos de carnaval são uma tradição do carnaval ludovicense e são divididos entre Blocos Tradicionais, Blocos Organizados, Blocos Alternativos e Blocos Afros.

### Blocos Tradicionais
Os Blocos Tradicionais tem origem década de 1920, quando as “turmas” saíam pelas ruas. Eram também conhecidos como Blocos de Ritmo, por apresentarem uma temática diferente a cada Carnaval. Entre os instrumentos típicos utilizados pelos blocos estão o tambor contratempo, retintas, cabaças, reco-recos, agogôs, maracás, apitos, entre outros. Os brincantes desfilam com um figurino próprio em uma única ala. Além de realizarem apresentações por São Luís, os blocos tradicionais também desfilam na Passarela do Samba, participando do concurso.
O primeiro bloco a surgir se chamava ‘Os Viralatas’.
A batucada é considerada Patrimônio Imaterial Cultural estadual e municipal. Com o advento da passarela do samba na cidade, os  Blocos de Ritmo passaram a ser chamados de Blocos Tradicionais.
Alguns dos Blocos Tradicionais são: Vinagreira Show, Os Brasinhas, Kambalacho do Ritmo, Os Guardiões, Os Vampiros, Os Gigantes, Os Baratas, APAE, Os Foliões, Os Originais do Ritmo, Príncipe de Roma, Os Imbatíveis, Gaviões do Ritmo, Renovação do Ritmo, Os Versáteis, Falcão de Prata e Show Fera. 

### Blocos Organizados
Os Blocos Organizados tem origem ligada aos antigos blocos de sujo, uma variante dos cordões marcada pela improvisação, tendo surgido a partir de meados da década de 1970. Os blocos são compostos de grupos de aproximadamente 60 a 80 brincantes e batuqueiros semelhantes às baterias das escolas de samba tanto nas roupas quanto nos instrumentos (surdo, caixa de guerra, repique, chocalho, tamborim, cuíca, agogô, reco reco, prato, etc.) e músicas, desfilando ao som de sambas enredos. Com o advento da Passarela do Samba, as Charangas passaram a se chamar Bloco Organizado.
Alguns dos Blocos Organizados são: Dragões da Madre Deus, Unidos da Vila Isabel, Turma do Saco, Os Liberais, Pau Brasil, Beatos do Samba, Unidos da Vila Embratel II, Favela do Samba, Os Cobras das Estrelas e Canto Quente.

### Blocos Alternativos

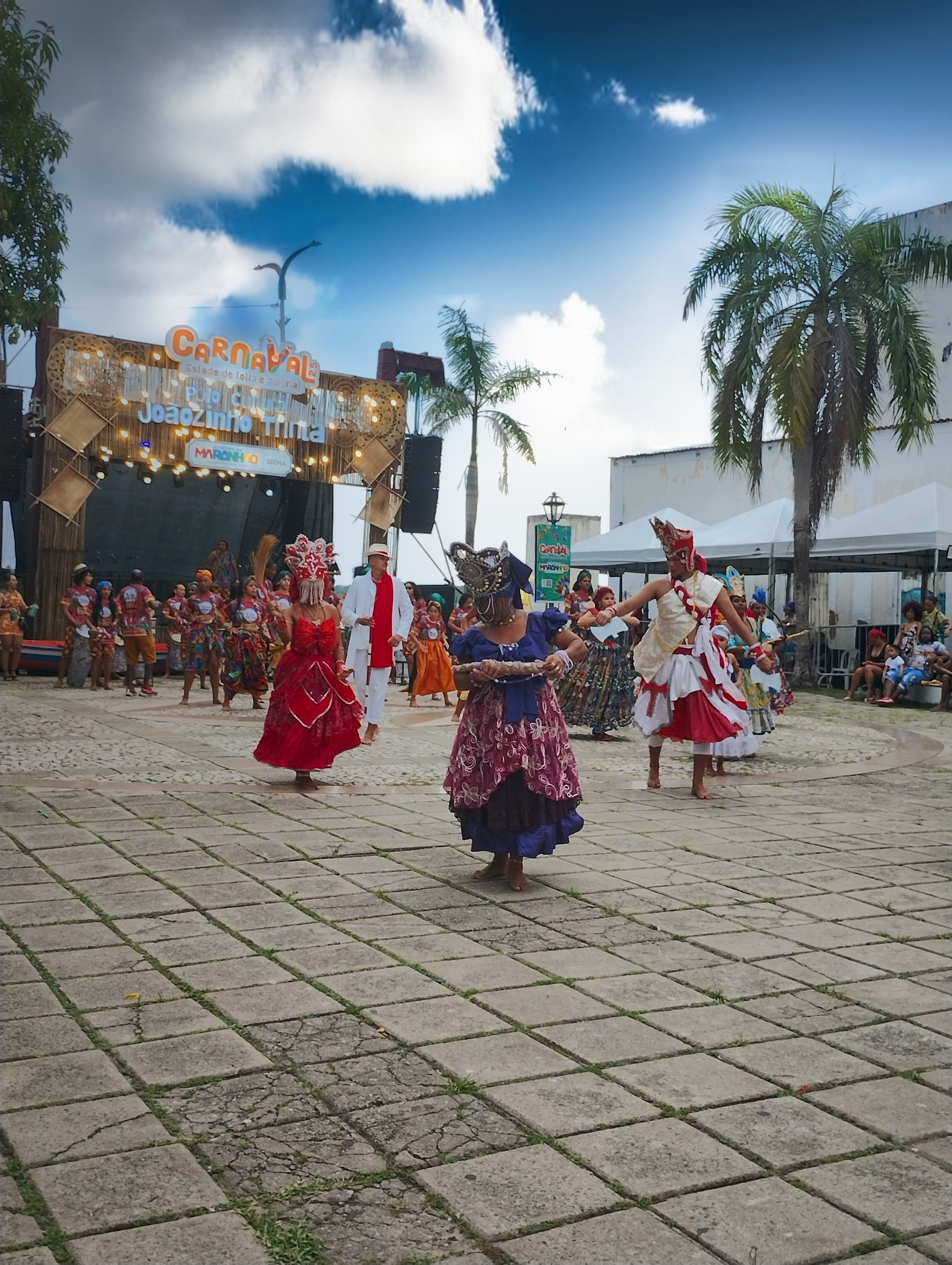
Apresentação de Bloco Afro no Carnaval 2025 em São Luís

Os Blocos Alternativos também são considerados variantes dos antigos corsos e blocos de sujo, tendo surgido por volta da 1980. Os blocos são compostos por uma grande quantidade de foliões, que se utilizam abadás ou camisas personalizadas. Entre os principais blocos alternativos estão o Bicho Terra, a Máquina de Descascar’Alho, o Jegue Folia e a Banda da Bandida.

### Blocos Afros
Os Blocos Afros são caracterizados pelo batuque forte e marcante, dança coreografada, conciliando a folia com as denúncias acerca de questões sociais (violência, discriminação, preconceito), transmitindo uma mensagem de luta e resistência da negritude.O primeiro bloco criado foi Akomabu, em 1984 pelo Centro de Cultura Negra.
Entre os principais blocos estão: Bloco Afro Akomabu, Bloco Afro Abibimã, Bloco Afro Omnirá, Bloco Afro Gdam, Bloco Afro Aruanda, Bloco Afro Didara, Oficina Afro, Bloco Afro Netos de Nanã, Bloco Afro Juremê, Bloco Afro Abiyeye Maylô, Bloco Afro Aiyê Amadê, Bloco Afro Filhos do Rei Xangô, Bloco Afro Africanidade e Bloco Afro Okan Lumiar.

## Tribos de Índio
Brincadeira que ocorre desde a década de 1950 no carnaval ludovicense. Os brincantes utilizam vestimentas indígenas de guerreiros, caciques, enfermos e feiticeiros como cocares e adereços (penas e peles). A brincadeira é marcada por um batuque forte e marcante, como o som apresentando uma batucada ligeira e única, com o uso de instrumentos como tambores e ritintas. As danças reproduzem rituais e hábitos das comunidades indígenas, encenando rituais. 
Em 2023, havia 11 tribos de índio: Sioux, Tapiaca Uhu, Upaon Açu, Carajás, Curumim, Guarany, Itapoan, Kaiapó, Kamayurá, Tupinambás e Tupiniquins.

## Século XXI
No final da 2010 e início da década de 2020, o carnaval de São Luís passou por grande alteração, com a realização de shows e trios elétricos de cantores nacionais realizados na avenida Litorânea, à semelhança do antigo Marafolia. 
Com essa mudança, o desfile das escolas de samba passou a ser realizado em data distinta do carnaval, após dirigentes das escolas alegarem que não seria possível concorrer com a programação de shows de artistas nacionais. Outros grupos tradicionais criticaram o apagamento das tradições culturais locais em detrimento de atrações nacionais.